# Observatorio Brorfelde
El Observatorio Brorfelde (Brorfelde Observatoriet) es un observatorio astronómico (código IAU 054) que alberga el Telescopio Bridfelde Schmidt. Estuvo funcionado subordinado al Observatorio de la Universidad de Copenhague hasta 1996. Todavía tiene telescopios que son utilizados por estudiantes de la Universidad de Copenhague, pero el personal que los atendía se trasladó al Complejo Rockefeller en Copenhague. Se encuentra cerca de Holbæk, Dinamarca.
El asteroide del cinturón principal (3309) Brorfelde fue descubierto en este observatorio y nombrado así en su honor. Fue su primer descubrimiento de un planeta menor. El nombre se publicó el 7 de septiembre de 1987 (M.P.C. 12210).

## Personas relacionadas con el observatorio
- Bengt Strömgren, astrónomo danés que intervino en su fundación.
- Poul Jensen, descubridor de asteroides.
- Karl Augustesen, descubridor de asteroides.

## Algunos asteroides descubiertos
| planetas menores descubiertos: más de 100 | planetas menores descubiertos: más de 100 |
| ----------------------------------------- | ----------------------------------------- |
| (3033) Holbaek                            | 5 de marzo de 1984                        |
| (3309) Brorfelde                          | 28 de enero de 1982                       |
| (3312) Pedersen                           | 24 de septiembre de 1984                  |
| (3369) Freuchen                           | 18 de octubre de 1985                     |
| (5165) Videnom                            | 11 de febrero de 1985                     |
| (5427) Jensmartin                         | 13 de mayo de 1986                        |
| (7743) 1986 JA                            | 2 de mayo de 1986                         |
| (8261 Ceciliejulie                        | 11 de septiembre de 1985                  |
| (9555 Frejakocha                          | 2 de abril de 1986                        |
| (8338) 1985 FE3                           | 27 de marzo de 1985                       |
| (22282) 1985 RA                           | 11 de septiembre de 1985                  |
| (24642) 1984 SA                           | 22 de septiembre de 1984                  |